# Ассинг, Людмила
Роза Людмила Ассинг (нем. Rosa Ludmilla Assing; 1821—1880) — немецкая переводчица
 и писательница, которая также писала под псевдонимами «Achim Lothar» и «Talora».

## Биография
Роза Людмила Ассинг родилась в городе Гамбурге 22 февраля 1821 года. Дочь врача, учёного-медика и поэта Давида Ассинга (David Assing, настоящая фамилия Ассур, 1787—1842) и поэтессы и переводчицы Розы Марии Ассинг (1783—1840), племянница литераторов Карла Августа Фарнгагена фон Энзе (Karl August Varnhagen von Ense) и Рахели Левин (Фарнгаген фон Энзе). Сестра — писательница Оттилия Ассинг (1819—1884).
После смерти родителей переселилась в столицу Германии город Берлин к своему дяде Фарнгагену и познакомилась через него с Александром фон Гумбольдтом, князем Германом фон Пюклер-Мускау и другими знаменитостями того времени.
На литературное поприще она выступила впервые с биографиями «Gräfin Elise von Ahlefeldt» (Берлин, 1857) и «Sophie von Laroche, die Freundin Wielands» (Берлин, 1859).
После смерти дяди она напечатала сначала 8 и 9 тома его «Denkwürdigkeiten» (Лейпциг, 1859), затем «Briefe Alexander von Humboldts an Varnhagen von Ense aus den J. 1827-58» (1—5 издан., Лейпциг, 1860). Эти сочинения, обратившие на себя большое внимание, вызвали против неё сильную неприязнь в определённых кругах, которая ещё более возросла после обнародования «Tagebücher von К. A. Varnhagen von Ense» (том 1—6, Лейпциг, 1861—1862; том 1—4, 2 изд., 1863). В конце мая 1862 по поводу 3 и 4 томов означенного сочинения в Берлине против неё был возбужден процесс о неуважении к королю, оскорблении королевы и т. п., который в 1863 году завершился осуждением Людмилы Ассинг к восьмимесячному тюремному заключению. Издание 5 и 6 тома этого труда подало повод к новому обвинению её в целом ряде подобных же преступлений, за которым последовало новое осуждение, уже к двухлетнему тюремному заключению.
Людмила Ассинг не подверглась этим наказаниям, потому что ещё осенью 1861 года уехала в Италию, где и поселилась во Флоренции.
Следуя пожеланию князя Германа фон Пюклер-Мускау (1775—1871) она после его смерти привела в порядок и издала его переписку и дневник и, кроме того, напечатала его биографию («Fürst Hermann von Pückler-Muskau. Eine Biographie.», 2 тома, Гамбург, 1873—1874). Рукописи Фарнгагена она отказала духовным завещанием Королевской библиотеке в Берлине (ныне Берлинская государственная библиотека).
Кроме того, Роза Людмила Ассинг являлась талантливым иллюстратором и лучшие её портреты также были переданы Королевской библиотеке.
Во Флоренции в 1874 году она вышла замуж за итальянца Эйно Гримелли, но этот брак вскоре был расторгнут. Гримелли застрелился в 1878 году в Модене, а Людмила Ассинг в 1880 году вследствие нервного расстройства была помещена в дом умалишённых (Manicomio S.-Bonifazio) во Флоренции, где и скончалась 25 марта 1880 года.

## Семья
- Двоюродная сестра — писательница Фанни Левальд.

### Переводы
В Италии Ассинг издала перевод двух сочинений Пиеро Чирони:
- «Die nationale Presse i n Italien von 1820-60»
- «Die Kunst der Rebellen» (Лейпциг, 1863)